# Festival Internacional de Cine de Animación de Annecy

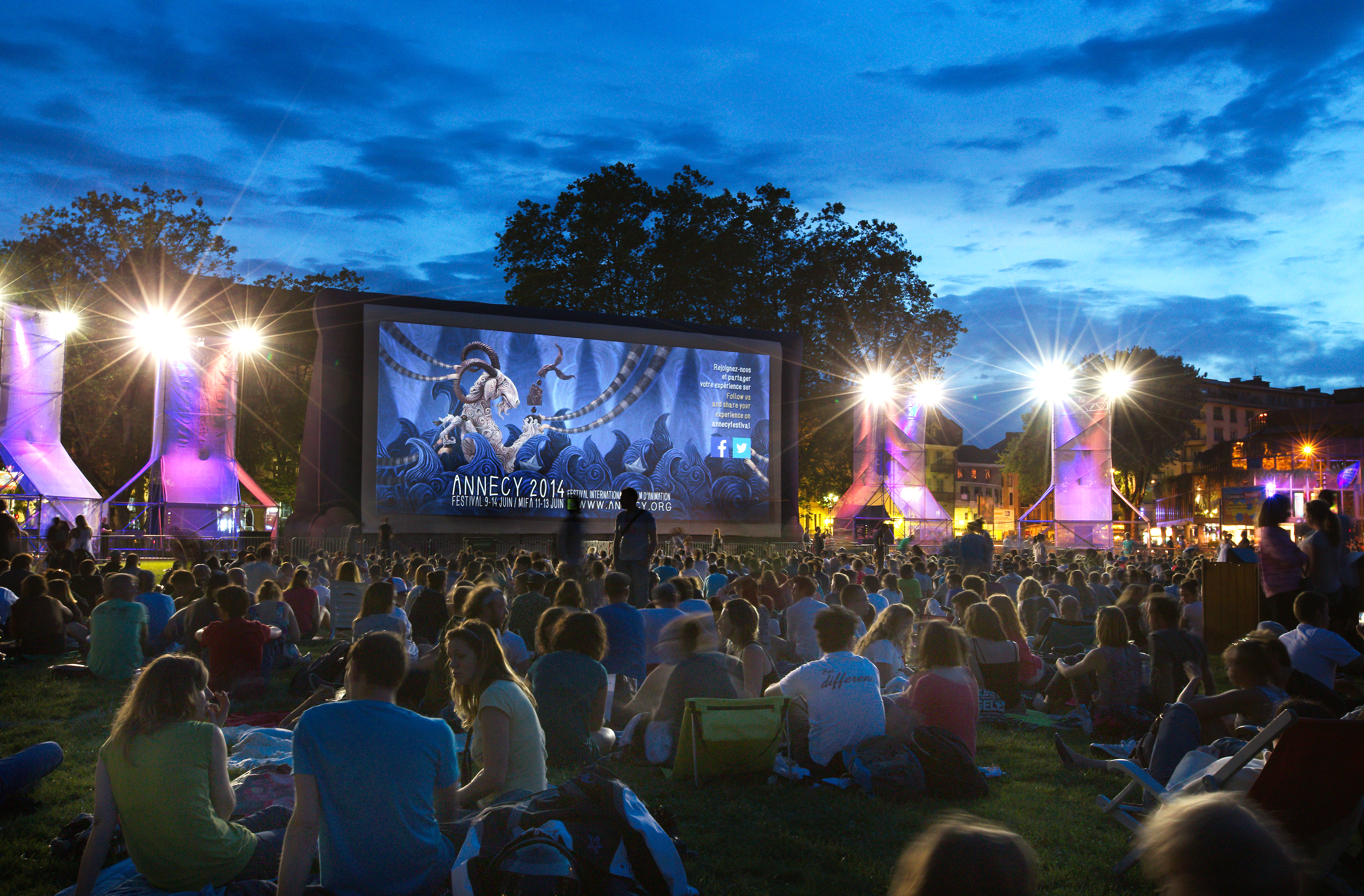
El Festival FIFA en la actualidad.

El Festival Internacional de Cine de Animación de Annecy (en francés Festival International du Film d'Animation d'Annecy, FIFA), creado en 1960, tiene lugar al principio del mes de junio en la ciudad de Annecy (Francia). Aunque en sus comienzos era un festival bienal, pasó a ser anual en 1998.
El festival es una competición entre películas de animación (de técnicas diversas: dibujos animados, Stop motion, etc.) clasificadas en distintas categorías:
- largometrajes,
- cortometrajes,
- películas de encargo (producidas para ser emitidas en la televisión o con fines publicitarios),
- películas de estudiantes,
- películas producidas para Internet (desde 2002).

Durante toda la duración del festival, además de las películas participantes que se proyectan en distintos cines de la ciudad, tiene lugar una proyección nocturna al aire libre sobre el Pâquier, en el centro de la ciudad, frente al lago y a las montañas. Según el tema del festival, se proyectan películas clásicas o modernas en pantalla gigante. En 2003 se proyectaron Pink Floyd The Wall y Corto Maltese, la cour secrète des Arcanes; en 2000, South Park; en 1993 Porco Rosso). El sábado por la tarde se proyectan todas las películas ganadoras.

## Premios oficiales

### Cortometrajes (Courts métrages)
- Cristal de Annecy (Le Cristal d'Annecy)
- Premio Especial del Jurado (Prix Spécial du Jury)
- Premio Jean-Luc Xiberras de la primera obra (Prix Jean-Luc-Xiberras de la première œuvre)
- Mención especial (Mention Spéciale)
- Premio del público (Prix du public)
- Premio Sacem (Prix Sacem)

### Largometrajes (Longs métrages)
- Cristal al largometraje (Le Cristal du long métrage)
- Premio del público [desde 2007]

### Películas de televisión (Films de télévision)
- Cristal a la producción TV (Cristal pour une production TV)
- Premio especial a la serie TV (Prix Spécial pour une série TV)
- Premio al especial de TV (Prix pour un spécial TV)

### Películas de encargo (Film de commande)
- Premio a la película educativa, científica o de empresa (Prix du film éducatif, scientifique ou d'entreprise)
- Premio a la película publicitaria o promocional (Prix du film publicitaire ou promotionnel)
- Premio al mejor videoclip (Prix du meilleur vidéoclip)

### Películas de fin de estudios (Films de fin d'études)
- Premio a la mejor película de fin de estudios (Prix du meilleur film de fin d'études)
- Premio especial del jurado
- Mención especial

### Películas para Internet (Films pour l'Internet)
- Premio de los internautas (Prix des internautes)

### Otros premios
- Premio del jurado junior Canal J al cortometraje (Prix du jury junior Canal J pour un court métrage)
- Premio del jurado junior Canal J a la película de fin de estudios (Prix du jury junior Canal J pour un film de fin d'études)
- Premio UNICEF
- Premio FIPRESCI

## Palmarés

### Premio de la crítica (Prix de la critique)
Es de notar este premio otorgado a Tim Burton por su cortometraje Vincent.

### Cristal de Annecy al cortometraje
| Año  | Película                                                    | Realizador                                                  | País                  |  |
| ---- | ----------------------------------------------------------- | ----------------------------------------------------------- | --------------------- |  |
| 1960 | Le Lion et la Chanson (Lev a písnička)                      | Břetislav Pojar                                             | República Checa       |  |
| 1962 | The Flying Man                                              | George Dunning                                              |                       |  |
| 1963 | Spatne namalovaná slepice                                   | Jiří Brdečka                                                | República Checa       |  |
| 1965 | La Demoiselle et le Violoncelliste                          | Jean-François Laguionie                                     | Francia               |  |
| 1967 | Ex æquo : Krotitelj Divlijih Konja                          | Nedeljko Dragic                                             |                       |  |
|      | Ex æquo : The Breath                                        | Jimmy Murakami                                              |                       |  |
|      | Ex æquo : Klatki                                            | Miroslaw Kijowicz                                           |                       |  |
|      | Ex æquo : Ares Contre Atlas                                 | Manuel Otéro                                                |                       |  |
| 1969 | Pas de festival en raison de la suppression des subventions | Pas de festival en raison de la suppression des subventions |                       |  |
| 1971 | Ex æquo : The Further Adventures Of Uncles Sam              | Robert Mitchell & Dale Case                                 |                       |  |
|      | Ex æquo : Apel                                              | R. Czekala                                                  |                       |  |
|      | Ex æquo : Nevesta                                           | B. Sajtinac                                                 |                       |  |
| 1973 | Frank Film                                                  | Frank Mouris                                                |                       |  |
| 1975 | Le Pas                                                      | Piotr Kamler                                                |                       |  |
| 1977 | Ex æquo : David                                             | Paul Driessen                                               | Países Bajos          |  |
|      | Ex æquo : The Sand Castle                                   | Co Hoedeman                                                 |                       |  |
| 1979 | Ex æquo : Mr Pascal                                         | Alison De Vere                                              |                       |  |
|      | Ex æquo : After.Life                                        | Ishu Patel                                                  |                       |  |
| 1981 | Tango                                                       | Zbigniew Rybczynski                                         |                       |  |
| 1983 | Possibilités du dialogue (Možnosti dialogu)                 | Jan Švankmajer                                              | República Checa       |  |
| 1985 | Een Griekse Tragedie                                        | Nicole Van Goethem                                          |                       |  |
| 1987 | Ex æquo : L'homme qui plantait des arbres                   | Frédéric Back                                               | Canadá                |  |
|      | Ex æquo : Smatchkan Sviat                                   | Boyko Kanev                                                 |                       |  |
| 1989 | The Hill Farm                                               | Mark Baker                                                  |                       |  |
| 1991 | Seriy Volk i Krasnaïa Chapotchka                            | Garri Bardine                                               | Rusia                 |  |
| 1993 | Le Fleuve aux Grandes Eaux                                  | Frédéric Back                                               | Alemania              |  |
| 1995 | Ex æquo : Switchcraft                                       | Konstantin Bronzit                                          |                       |  |
|      | Ex æquo : Gary Larson's Tales From the Far Side             | Marv Newland                                                |                       |  |
| 1997 | La Vieille Dame et les Pigeons                              | Sylvain Chomet                                              | Francia               |  |
| 1998 | Nachvlinders (Papillons)                                    | Raoul Servais                                               | Bélgica               |  |
| 1999 | When The Day Breaks                                         | Wendy Tilby et Amanda Forbis                                |                       |  |
| 2000 | The Old Man And The Sea (Le vieil homme et la mer)          | Aleksandr Petrov                                            | Rusia                 |  |
| 2001 | Father & Daughter                                           | Michaël Dudok de Wit                                        | Países Bajos          |  |
| 2002 | Barcode                                                     | Adriaan Lokman                                              | Países Bajos          |  |
| 2003 | Atama Yama                                                  | Koji Yamamura                                               | Japón                 |  |
| 2004 | Lorenzo                                                     | Mike Gabriel                                                | Estados Unidos        |  |
| 2005 | The Mysterious Geographic Explorations of Jasper Morello    | Anthony Lucas                                               | Australia             |  |
| 2006 | Histoire tragique avec fin heureuse                         | Regine Pessoa                                               | Francia               |  |
| 2007 | Peter & the Wolf (Pierre et le loup)                        | Suzie Templeton                                             | Reino Unido · Polonia |  |
| 2008 | La maison en petits cubes                                   | Kunio Kato                                                  | Japón                 |  |

### Cristal al largometraje
| Año  | Película                                                   | Director                          | País                           |
| ---- | ---------------------------------------------------------- | --------------------------------- | ------------------------------ |
| 1993 | Porco Rosso (Kurenai no buta)                              | Hayao Miyazaki                    | Japón                          |
| 1995 | Pompoko (Heisei tanuki gassen Pompoko)                     | Isao Takahata                     | Japón                          |
| 1997 | James et La Grosse Pêche (James and the Giant Peach)       | Henry Selick                      | Estados Unidos                 |
| 1998 | L'Impitoyable Lune de miel ! (I married a strange person!) | Bill Plympton                     | Estados Unidos                 |
| 1999 | Kirikou et la sorcière                                     | Michel Ocelot                     | Francia                        |
| 2000 | Pas de prix long métrage attribué cette année.             | -                                 |                                |
| 2001 | Les Mutants de l'espace (Mutant Aliens)                    | Bill Plympton                     | Estados Unidos                 |
| 2002 | Mari Iyagi                                                 | Lee Sung-kang                     | Corea del Sur                  |
| 2003 | McDull dans les nuages (My Life as McDull)                 | Toe Yuen                          | China                          |
| 2004 | Oseam                                                      | Baek-Yeop Sung                    | Corea del Sur                  |
| 2005 | Nyócker!                                                   | Aron Gauder                       | Hungría                        |
| 2006 | Renaissance                                                | Christian Volckman                | Francia Reino Unido Luxemburgo |
| 2007 | Slipp Jimmy fri (Liberad a Jimmy)                          | Christopher Nielsen               | Noruega · Reino Unido          |
| 2008 | Sita Sings the Blues                                       | Nina Paley                        | Estados Unidos                 |
| 2009 | Coraline (Los mundos de Coraline)                          | Henry Selick                      | Estados Unidos                 |
| 2009 | Mary and Max                                               | Adam Elliot                       | Australia                      |
| 2010 | Fantastic Mr. Fox                                          | Wes Anderson                      | Estados Unidos                 |
| 2011 | El gato del rabino                                         | Antoine Delesvaux, Joann Sfar     | Francia                        |
| 2012 | Crulic, camino al más allá                                 | Anca Damian                       | Rumania                        |
| 2013 | Rio 2096: Una historia de amor y furia                     | Luiz Bolognesi                    | Brasil                         |
| 2014 | El niño y el mundo                                         | Alê Abreu                         | Brasil                         |
| 2015 | April and the Extraordinary World                          | Christian Desmares, Franck Ekinci | Francia                        |
| 2016 | La vida de Calabacín                                       | Claude Barras                     | Suiza                          |
| 2017 | Lu Over the Wall                                           | Masaaki Yuasa                     | Japón                          |